# Скалонівка
Скалоні́вка — село в Україні, у Берестинському районі Харківської області. Населення становить 308 осіб. Входить до складу Зачепилівської селищної територіальної громади.

## Географія
Село Скалонівка знаходиться на лівому березі річки Берестова за 3 км від місця впадання її в річку Оріль, вище за течією примикає до смт Зачепилівка. Русло річки звивисте, на ньому багато лиманів і озер, в тому числі озеро Горіле.

## Історія
Село засноване 1850 року.
До 2017 року належало до Зачепилівської селищної ради. Відтак увійшло до складу Зачепилівської громади.
Після ліквідації Зачепилівського району 19 липня 2020 року село увійшло до Красноградського (Берестинського) району.

## Населення
Згідно з переписом УРСР 1989 року чисельність наявного населення села становила 411 осіб, з яких 180 чоловіків та 231 жінка.
За переписом населення України 2001 року в селі мешкало 306 осіб.

### Мова
Розподіл населення за рідною мовою за даними перепису 2001 року:
| Мова       | Відсоток |
| ---------- | -------- |
| українська | 91,88 %  |
| російська  | 6,17 %   |
| білоруська | 0,65 %   |
| вірменська | 0,32 %   |
| молдовська | 0,32 %   |
| інші       | 0,66 %   |

## Економіка
- Молочно-товарна і свино-товарна ферми.
- «Алмаз», фермерське господарство.

## Пам'ятки
- Крутоярська або Козловська фортеця Української оборонної лінії, 30-ті роки XVIII століття[6].

Перша назва — Крутоярська фортеця. В 1738 році перейменована за назвою Козловського кінного полку, розташованого на ділянці Української лінії від Білівської фортеці до річки Орчик.
Фортеця споруджувалася за типовим для Української лінії проектом, земляна, квадратна в плані, чотири-бастіонна. Значна частина фортеці до теперішнього часу зруйнувалася. Збереглися фрагменти двох бастіонів висотою близько 2 м.
Від Козловської фортеці вал і рів тяглися в сторону 11-ї на лінії Федорівської фортеці (збереглася ділянка валу) і 13-ї — Ряської (сліди валу).